# Списки выходов в открытый космос
В таблицах собрана статистическая информация о деятельности космонавтов в условиях космического пространства. Обычно под этим понимается работа за пределами космического аппарата, но в современной космической технике к данному виду деятельности относят и частичные выходы в открытый космос, когда космонавт работает, находясь по пояс в люке шлюзового отсека, и даже работу внутри разгерметизированного отсека. Примером последнего случая являются три входа в повреждённый модуль «Спектр» станции «Мир» в 1997—1998 годах.
Исторически сложился разный подход к определению моментов начала и окончания работ в открытом космосе, который обуславливался отличиями в технологии выходов из советских и американских космических кораблей. В таблице проставлены сноски, указывающие по каким параметрам определялась продолжительность каждого выхода в открытый космос.
Серийные номера скафандров приведены по данным Джонатана МакДауэлла, NASA и Научно-производственного предприятия «Звезда». Времена начала, окончания и длительности выходов указаны по информации из подмосковного Центра управления полетами, Научно-производственного предприятия «Звезда» и отчетов NASA о полётах по программам «Джемини», «Аполлон», «Скайлэб» и «Спейс шаттл». При описании выходов использованы различные источники, в том числе журналы «Новости космонавтики», книга «Мировая пилотируемая космонавтика. История. Техника. Люди», отчёты NASA о полётах по программам «Джемини», «Аполлон», «Скайлэб», «Спейс шаттл» и МКС.
- Список выходов в открытый космос с 1-го по 50-й (1965—1984 годы)
- Список выходов в открытый космос с 51-го по 100-й (1984—1992 годы)
- Список выходов в открытый космос со 101-го по 150-й (1992—1997 годы)
- Список выходов в открытый космос со 151-го по 200-й (1997—2001 годы)
- Список выходов в открытый космос с 201-го по 250-й (2001—2006 годы)
- Список выходов в открытый космос с 251-го по 300-й (2006—2008 годы)
- Список выходов в открытый космос с 301-го по 350-й (2008—2011 годы)
- Список выходов в открытый космос с 351-го по 400-й (2012—2018 годы)
- Список выходов в открытый космос с 401-го по 450-й (2018—2022 годы)
- Список выходов в открытый космос с 451-го (с 2022 года)